# Pedro Fernández Cantero
Pedro Fernández Cantero (Concepción, Paraguay; 29 de abril de 1946-Granada, España; 21 de noviembre de 2020) fue un futbolista paraguayo que se desempeñaba como defensor.

## Clubes
| Club            | País     | Año         |
| --------------- | -------- | ----------- |
| C Cerro Porteño | Paraguay | 1966 - 1967 |
| FC Barcelona    | España   | 1967 - 1969 |
| Granada CF      | España   | 1969 - 1978 |

## Palmarés
| Título                       | Club          | País     | Año  |
| ---------------------------- | ------------- | -------- | ---- |
| Primera División de Paraguay | Cerro Porteño | Paraguay | 1966 |